# Indochina francesa en la Segunda Guerra Mundial

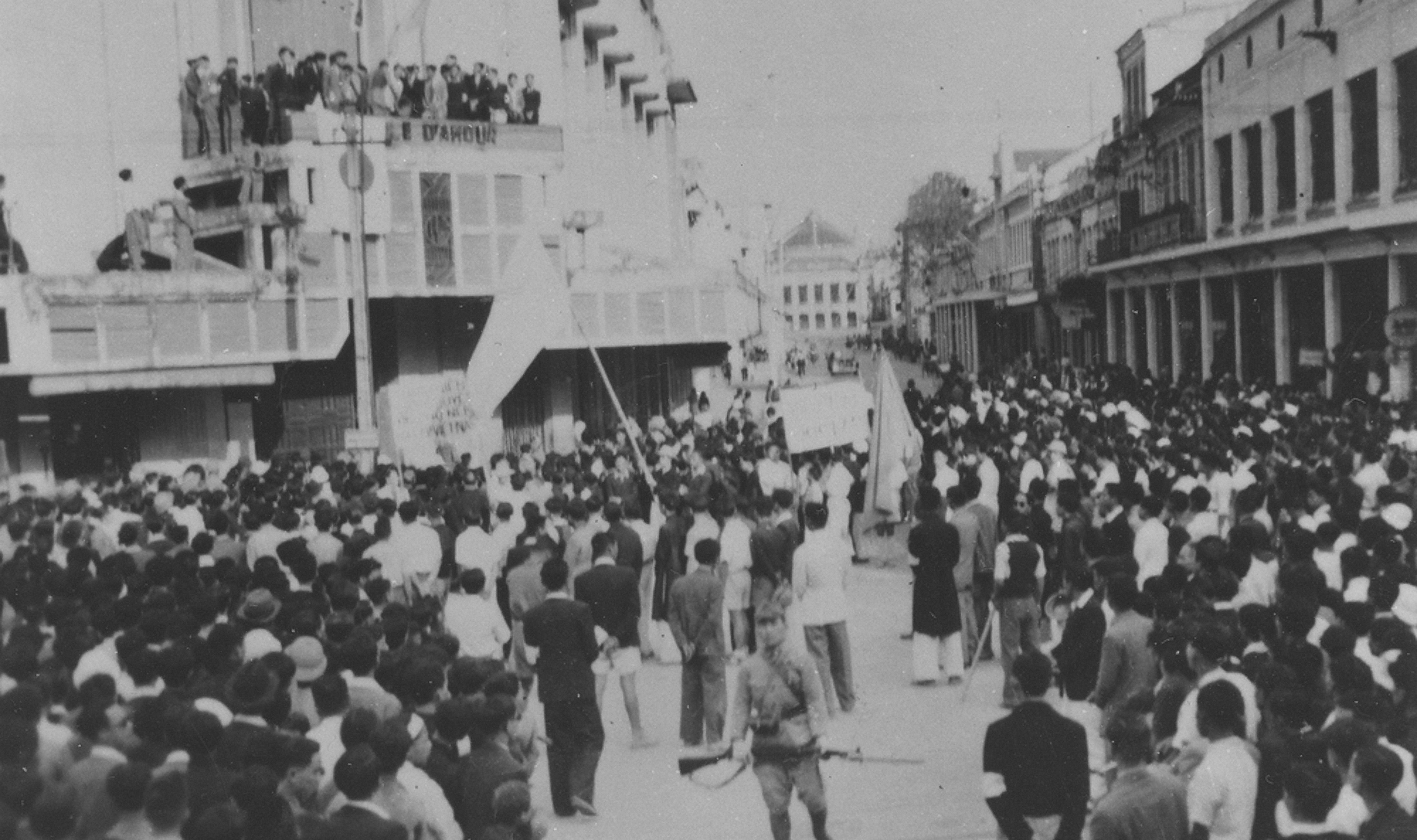
La reunión política projaponesa en Hanoi después del golpe de Estado del 9 de marzo de 1945.

Se conoce como Indochina francesa a una agrupación de territorios coloniales franceses ubicados en el sudeste asiático. En estos territorios se desarrollaron ciertos sucesos relacionados directamente con la intervención japonesa en la Segunda Guerra Mundial.

## La Indochina francesa durante la Segunda Guerra Mundial

### Antecedentes
En 1940, en los albores de la Segunda Guerra Mundial, Francia fue derrotada rápidamente por Alemania, y la administración colonial de la Indochina francesa (hoy en día Vietnam, Laos y Camboya) pasó al régimen de Vichy. Más tarde ese año, el gobierno francés cedió el control de Hanói y Saigón a Japón; y en 1941, Japón extendió su control sobre toda la Indochina francesa. Los Estados Unidos, preocupados por esta expansión, impusieron embargos a las exportaciones de acero y petróleo a Japón. El deseo de escapar de estos embargos y de convertirse en una economía autosuficiente en última instancia condujo a la decisión de Japón el 7 de diciembre de 1941 de atacar al Imperio Británico en Hong Kong y Singapur y simultáneamente a los Estados Unidos en la base de Pearl Harbor, Hawái. Esto llevó a los Estados Unidos a declarar la guerra contra Japón. Los Estados Unidos se unieron al Imperio Británico, ya en guerra con Alemania desde 1939, para luchar contra la amenaza nazi.

### Intervención japonesa
Los comunistas indochinos establecieron un cuartel general oculto en 1941, pero la mayor parte de la resistencia vietnamita ante Japón, Francia o ambos, permanecieron en la frontera China. Como parte de la lucha aliada contra los japoneses, los chinos formaron un movimiento de resistencia nacionalista, el Dong Minh Hoi (DMH). Este movimiento incluía a los comunistas pero no estaba controlado por ellos. Poco tiempo después, el líder revolucionario Hồ Chí Minh fue liberado de la cárcel y regresó para dirigir un movimiento clandestino ceñido a las doctrinas de la Liga para la Independencia de Vietnam, más conocida como Viet Minh. Esta misión fue asistida por agencias de inteligencia occidentales, incluida la Oficina Estadounidense de Servicios Estratégicos (OSS) y la inteligencia francesa.
En marzo de 1945 los japoneses encarcelaron a los franceses y tomaron el control directo y total de Indochina hasta que fueron derrotados por los aliados el 15 de agosto. En ese momento, hubo un intento de formar un gobierno provisional, pero los franceses recuperaron, con ayuda británica, el control del país en 1946, meses después estallaría la guerra de Indochina.

### Conclusión de la guerra
Al observar el panorama general del sudeste asiático al final de la Segunda Guerra Mundial, aparecen varios movimientos en conflicto:
- Anticomunismo genérico occidental que veía a los franceses como protectores del área de la expansión comunista.
- Movimientos nacionalistas y anticolonialistas que buscaban la independencia de los franceses.
- Comunistas que deseaban la expansión.[2]

Las líneas no siempre fueron claras, y algunas alianzas se dieron por simple conveniencia. Antes de su muerte, el presidente estadounidense Franklin D. Roosevelt expresó su deseo de que los franceses no recuperaran el control de Indochina.